# Blanca Soto
Blanca Delfina Soto Benavides (Monterrey, 5 de janeiro de 1979), mais conhecida como Blanca Soto, é uma atriz mexicana.
Também possui a nacionalidade estadounidense devido a que reside em Miami, Competiu no concurso de beleza nacional Nuestra Belleza México em 1997, representando ao estado de Morelos, onde se crio. Blanca se converteu em Miss Mundo México, representando a seu país no certame de Miss Mundo desse ano
Apareceu no vídeo musical Must Be Somethin' Doin 'Right de Billy Currington (ganhador de vídeo mais sexy do ano, CMA).
Em 2010 participou junto com Jaime Camil do filme Regresa e protagonizou a telenovela Eva Luna junto com Guy Ecker para Univision.

## Filmografia

### Filmes
- La vida blanca y negra - Blanca Erraruiz (2007)
- Tampa Jai Alai - Lissette Arriaga (2007)
- Divina confusión - Afrodita (2008)
- Deep in the Valley - Suzi Diablo (2009)
- Regresa - María González (2010)
- Dinner for Schmucks - Catherine (2010)
- "Open Season" - Zorillo Maria (2006)

### Televisão
- No te puedes esconder (2019) - Mónica Saldaña Boyero / Lidia Santana
- Señora Acero (2014-2016) - Sara Aguilar Bermúdez Vda. de Acero "Señora Acero"
- Porque el amor manda (2012-2013) - Alma Montemayor Mejia de García
- El talismán (2012) - Camila Nájera Rivera
- Eva Luna (2011) - Eva González Aldana